# 近藤圭子

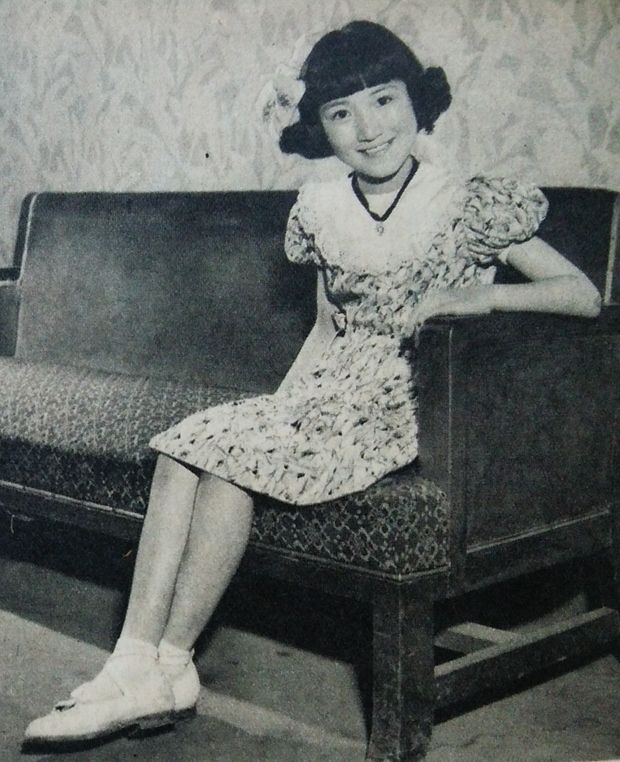
1953年

近藤圭子（こんどう けいこ、1943年3月18日 - ）は、日本の元童謡歌手、女優。
東京府（現・東京都）出身。精華学園女子高等学校卒業。

## 来歴・人物
7歳よりキングレコード専属作曲家であった山本雅之に師事し、1951年、「仔豚のラッパ」でデビュー。1954年にキングレコード専属となり、のちに音楽文化研究家となる長田暁二が担当ディレクターに就き、過去の名作童謡の再レコーディングを行った。
1954年、テレビの連続ドラマ『星を見つめて』『私のお母さん』の主演をつとめ、日本テレビの専属タレント第一号となった。
その後、童謡歌手の中でもルックスが重要視され、「八頭身美人」として人気となり、雑誌『明星』などのグラビアに美空ひばり、中村錦之助、三橋美智也などのスターに並んで毎号登場するようになり、ブロマイドの売れ行きも好調であった。1961年の雑誌『少女』でのスター人気投票では5位を獲得した。
1961年の高校卒業と前後して作曲家の飯田三郎に師事し歌謡曲を学び、童謡歌手からの脱皮を図る。1962年の新聞のインタビュー記事では、前年にリリースした「白い花の思い出」の宣材用写真を気に入った一枚として挙げ、成長をアピールする半面で「大人になるのが怖い」と本音を述べている。
妻子ある男性と心中未遂事件をおこし、1965年に芸能界を引退した。

## 歌
- 仔豚のラッパ（1951年）
- 海ほおずきの歌（1955年）

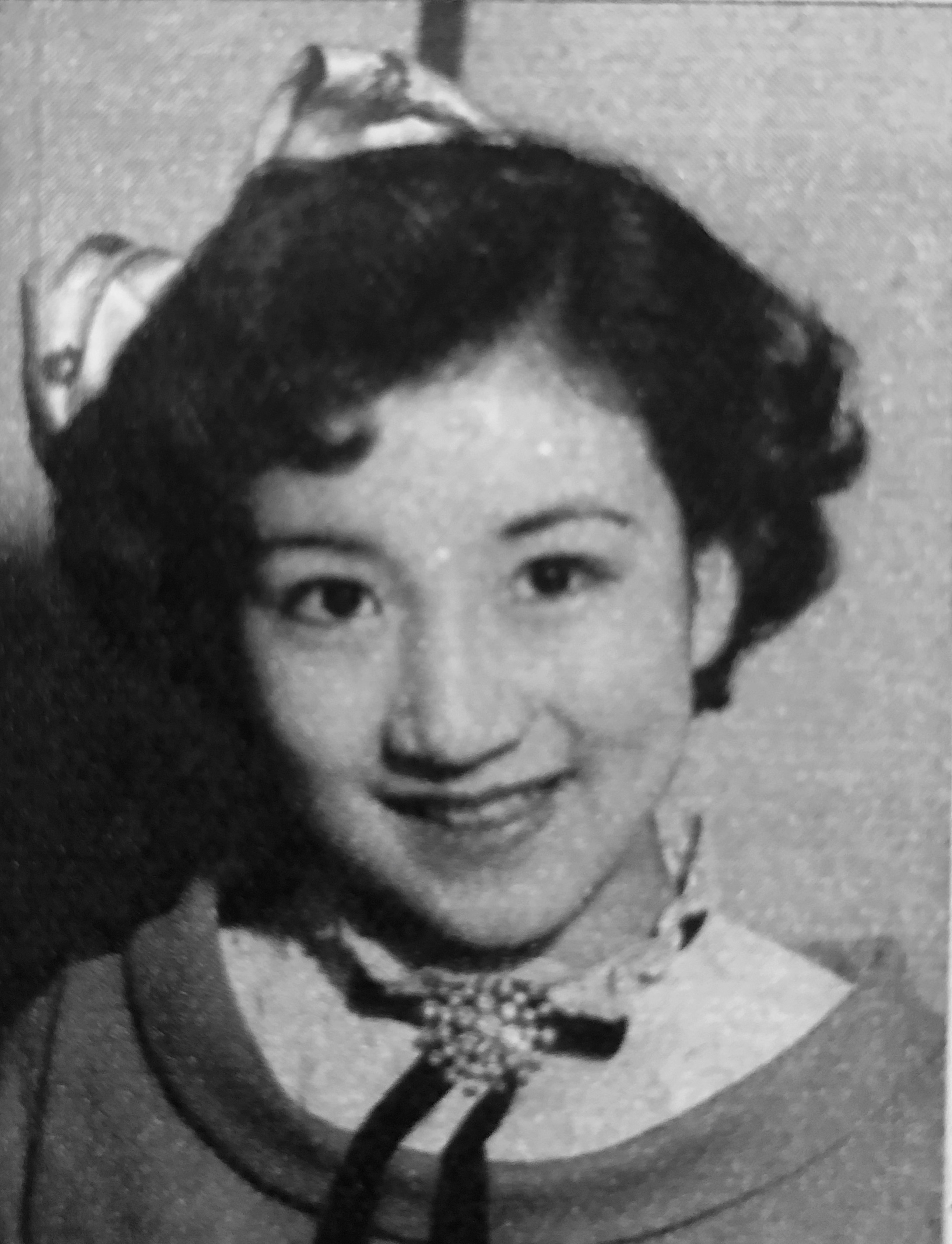
1955年

- パン売りのロバさん（1955年） - ビタミンパン連鎖店本部「ロバのパン屋」移動販売車のBGMに使用された。
- 少女錦華の歌（1959年） - 『豹の眼』挿入歌。三船浩の「豹の眼」B面曲
- 南十字星の歌（1960年） - 『快傑ハリマオ』挿入歌。三橋美智也の「怪傑ハリマオの歌」B面曲
- ドレミファそらち信用金庫（1965年 空知信用金庫CMソング[6]）
- 森の小人
- ひまわりどけい
- 白い花の思い出
- 世界名作童話劇 白雪姫 - 井口小夜子と共演

## 出演作品

### 映画
- 透明人間 (1954年、東宝) - まり[1][3]
- 続・宮本武蔵　一乗寺の決闘（1955年、東宝） - 禿りん弥

### テレビドラマ
- 星を見つめて（1954年）
- 私のお母さん（1954年）
- 豹の眼（1959年 - 1960年） - 錦華
- 快傑ハリマオ（1960年 - 1961年） - れい子
- バリ島への道（1962年）
- 松本清張シリーズ・黒の組曲 / 結婚式（1963年） - 佐伯光子